# Okręg wyborczy Denbigh
Okręg wyborczy Denbigh powstał w 1542 r. i wysyłał do angielskiej, a następnie brytyjskiej, Izby Gmin jednego deputowanego. Okręg obejmował miasto Denbigh w północnej Walii. Został zlikwidowany w 1983 r.

## Deputowani do brytyjskiej Izby Gmin z okręgu Denbigh
- 1660–1661: John Carter
- 1661–1685: John Salusbury
- 1685–1689: John Trevor
- 1689–1705: Edward Brereton
- 1705–1708: William Robinson
- 1708–1710: William Williams
- 1710–1713: John Roberts
- 1713–1715: John Wynne
- 1715–1722: John Roberts
- 1722–1733: Robert Myddelton
- 1733–1741: John Myddelton
- 1741–1747: John Wynn
- 1747–1788: Richard Myddelton
- 1788–1797: Richard Myddelton
- 1797–1802: Thomas Jones
- 1802–1806: Frederick West
- 1806–1812: Robert Biddulph
- 1812–1818: John Fitzmaurice, wicehrabia Kirkwall, torysi
- 1818–1826: John Wynne Griffith, wigowie
- 1826–1830: Frederick Richard West, torysi
- 1830–1832: Robert Myddleton-Biddulph, wigowie
- 1832–1835: John Madock, wigowie
- 1835–1841: Wilson Jones, Partia Konserwatywna
- 1841–1847: Townshend Mainwaring, Partia Konserwatywna
- 1847–1857: Frederick Richard West, Partia Konserwatywna
- 1857–1868: Townshend Mainwaring, Partia Konserwatywna
- 1868–1880: Watkin Williams, Partia Liberalna
- 1880–1885: Robert Alfred Cunliffe, Partia Liberalna
- 1885–1895: George Thomas Kenyon, Partia Konserwatywna
- 1895–1900: William Tudor Howell, Partia Konserwatywna
- 1900–1906: George Thomas Kenyon, Partia Konserwatywna
- 1906–1910: Allen Clement Edwards, Liberalni Laburzyści
- 1910–1918: William Ormsby-Gore, Partia Konserwatywna
- 1918–1922: David Sanders Davies, Partia Liberalna
- 1922–1923: John Cledwyn Davies, Narodowa Partia Liberalna
- 1923–1929: Ellis William Davies, Partia Liberalna
- 1929–1950: John Morris-Jones, Partia Liberalna, od 1931 r. Narodowa Partia Liberalna, od 1942 r. niezależny, od 1943 r. Narodowa Partia Liberalna
- 1950–1959: Emlyn Garner Evans, Narodowa Partia Liberalna
- 1959–1983: Geraint Morgan, Partia Konserwatywna